# Paranephelium spirei
Paranephelium spirei là một loài thực vật có hoa trong họ Bồ hòn. Loài này được Lecomte mô tả khoa học đầu tiên năm 1911.